# Булгарис, Сотириос
Сотириос Булгарис (1857—1934) — основатель Bulgari, итальянской компании, производящей предметы роскоши.
Сотириос Булгарис был греческим ювелиром, уроженцем деревни Парамития в регионе Эпир, где до наших дней сохранился первый открытый им бутик. Парамития постоянно страдала от поджогов турок, поэтому семья была вынуждена переехать. В 1877 году Булгарис переехали на Корфу, а затем в Неаполь, где в 1880 году открыли их первый в Италии магазин ювелирных изделий из золота. Преступность Неаполя не дала надежд на развитие бизнеса и после нескольких краж дело в Неаполе пришлось свернуть. В 1881 году Булгарис с семьей переехал в Рим. Через 3 года он основал свою компанию и в том же 1884 году открыл первый бутик на Виа Систина.
В 1905 году бутик на Виа Систина сменил современный флагманский магазин марки на Виа Кондотти 10, ставший «историческим памятником». Сотириос Булгарис открыл его при участии сыновей — Константино (1889—1973) и Джорджио (1890—1966). Чтобы привлечь публику, приезжавшую из США и Великобритании, магазин был назван Old Curiosity Shop («Лавка древностей»). Только после 1910 года он начал специализироваться на ювелирных изделиях, вдохновлённых парижской и американской ювелирными школами.
В 1932 году Сотириос передает сыновьям управление компанией, а в 1934 году умирает.